# Unipol Domus
De Unipol Domus is een voetbalstadion in Cagliari. Het is de thuisbasis van Cagliari Calcio. Cagliari speelt in dit tijdelijke stadion haar thuiswedstrijden vanaf het seizoen 2017/18. Cagliari zal in 2025 weer verhuizen naar een nieuw stadion, dat nu wordt gebouwd op de plek van het vorige stadion Stadio Sant'Elia. Het stadion biedt plaats aan 16.233 toeschouwers. Tot juli 2021 droeg het de naam Sardegna Arena, daarna werd de naam aan de sponsor Unipol verkocht.

## Interland
Het Italiaans voetbalelftal speelde in de voorbereiding op het uitgestelde EK 2020 een oefeninterland in het stadion.
| 1 | 28 mei 2021 | Italië – San Marino | 7 – 0 | Vriendschappelijk | 0 |